# José Antonio Uribes
José Antonio Uribes Moreno (San Clemente, Cuenca, 1911 - Bucarest, 1974) fue un político comunista español. Exiliado tras la Guerra Civil en la Unión Soviética y Rumanía, murió en este último país.

## Biografía

### Primeros años
Provenía de una familia de maestros de gran compromiso político. Su padre, Miguel Uribes García, natural de Valverde de Júcar (Cuenca), era maestro e inspector de educación. Su madre, Mónica Moreno del Barco, era de Olmeda del Rey, también en Cuenca. Su tío, Vicente Uribes García, también era inspector de educación, así como militante comunista. De los hijos del matrimonio Uribes-Moreno, al menos dos fueron médicos (Miguel y Matías) y otros dos maestros (José Ángel y el propio José Antonio). Aparte de estos tres, José Antonio tuvo, de un segundo matrimonio de su padre, cuatro hermanos más: Carmen, Pilar, Teresa y Venancio Uribes del Barco. José Antonio estudió Magisterio en Valencia y después varios cursos de Medicina, sin llegar a licenciarse. Ejerció como maestro en Picasent.
Durante su etapa universitaria en Valencia fue miembro de la FUE y también de los Bloques Escolares de Oposición Revolucionaria (BEOR), una organización de inspiración comunista surgida a finales de 1932, con el objetivo de tomar el control de la aquella, y que fue especialmente activa en Madrid y Valencia. Ingresó también en el Partido Comunista de España, de cuyo comité provincial en Valencia fue secretario. Posteriormente llegó a ser miembro de su Comité Central. En las elecciones de febrero de 1936 formó parte de la candidatura por la ciudad de Valencia del Frente Popular, resultando elegido, y convirtiéndose en el diputado más joven de la cámara.

### Guerra Civil
Al estallar la Guerra Civil fue el representante del PCE en el Comité Ejecutivo Popular constituido en Valencia, del que fue delegado de Milicias. El comité de Milicias organizó varias columnas, algunas de las cuales tomaron el nombre de Uribes: la Eixea-Uribes, al mando del teniente coronel Manuel Eixea Vilar, que luchó en el frente de Teruel y la Uribes-Palacios, al mando del capitán Francisco Gómez Palacios, que lo hizo en el frente del Centro.
Al producirse el golpe de Estado del coronel Casado el 6 de marzo de 1939, fue encarcelado en Valencia por los casadistas, pero fue liberado poco después por el general Menéndez, jefe del Ejército de Levante y partidario de la Junta de Defensa Nacional.

### Exilio
Uribes logró salir de España en la expedición que partió el 24 de marzo de 1939 desde la escuela de aviación de Totana, en compañía de los últimos dirigentes comunistas (Checa, Togliatti, Hernández y Claudín entre otros) que abandonaron el país hacia la Argelia francesa, poco antes de que se llevase a cabo la entrega pactada de la aviación republicana a Franco. Tomaron tierra en Orán. De ahí fueron enviados a Francia. Durante la primavera, la casi totalidad de la dirección del PCE, entre la que se encontraba Uribes, embarcó hacia la Unión Soviética con sus familias. En España, tres de los hermanos de José María (Miguel, Matías y José Ángel), encarcelados tras el fin de la guerra por su compromiso político, fueron fusilados en venganza por la huida de su hermano José Antonio.
A diferencia de otros dirigentes, enviados ya durante 1939 a diversos países de Hispanoamérica, sobre todo a México, Uribes permaneció en Moscú. En la Unión Soviética, Uribes fue amigo y colaborador de Jesús Hernández y Enrique Castro Delgado. Cuando en 1944 aquel perdió su confrontación interna con Pasionaria por la secretaría general del PCE, Uribes se vio forzado a mostrar su distancia de los caídos en desgracia durante el "proceso" al que la dirección del PCE sometió a Castro Delgado en Moscú. Entre 1944 y 1948 fue el responsable político del PCE en la Unión Soviética. Sin embargo, fue una de las víctimas de los procesos depuradores que sufrió el partido a partir de 1947, durante la Guerra Fría y la fase más paranoica del estalinismo, durante la cual la mayor parte de los partidos comunistas del este de Europa fueron descabezados al ser acusados sus dirigentes de "titismo". El primero de los procesos depuradores comenzó en Moscú en noviembre de 1947. Afectó a seis dirigentes del partido, entre ellos tres miembros del comité central, entre los que se encontraba Uribes. Este proceso fue conocido como el del "complot del Lux", en referencia al Lux (el hotel moscovita en el que a principios de la década de 1940 se habían alojado los dirigentes extranjeros de la Komintern). La razón final de la depuración a que fue sometido Uribes se encontraba en los ataques, desde el régimen franquista, pero también desde el PSOE, en plena Guerra Fría, contra el PCE, utilizando los testimonios críticos en contra de la dirección comunista española de Hernández y Castro Delgado, exiliados en México. Uribes fue responsabilizado tanto de su antigua cercanía con los dirigentes expulsados como de su responsabilidad, como responsable del PCE en la Unión Soviética, en haber permitido la salida de Castro Delgado del país. Vicente Uribe y Fernando Claudín fueron los responsables del proceso político, que tuvo lugar durante tres días en Moscú. De acuerdo con lo narrado por el historiador Gregorio Morán, Uribes defendió su honestidad política, manteniendo "una indiscutible dignidad frente a sus acusadores. Como resultado, a principios de 1948, fue destituido de sus cargos y enviado como profesor de español a una universidad moscovita. El resto de acusados fue enviado a trabajar a una fábrica. En palabras de Morán, "Uribes había pasado a la categoría de sospechoso porque en el fondo no podía ocultar su pensamiento de que todo militante que se quedara en la URSS estaba perdido para la revolución, formulación que había hecho suya Hernández a comienzo de los cuarenta".
Aunque no fue rehabilitado formalmente, en 1952 volvió a formar parte del Comité Central del PCE. Ese año se instaló en Bucarest incorporándose a la dirección de Radio España Independiente, la "Pirenaica", junto con Ramón Mendezona, permaneciendo en Rumanía hasta su muerte en 1974. Su esposa, Agustina Sánchez, que le había acompañado en el exilio soviético y rumano, había muerto un año antes.
También colaboró en los periódicos soviéticos Pravda e Izvestia.